# Hirtobrasilianus seabrai
Hirtobrasilianus seabrai is een keversoort uit de familie van de boktorren (Cerambycidae). De wetenschappelijke naam van de soort werd voor het eerst geldig gepubliceerd in 1985 door Fragoso & Tavakilian.